# استاروکانگیشوو
استاروکانگیشوو (انگلیسی: Starokangyshevo) یک شهرک در شهرستان دیورتیورلینسکی در استان باشقیرستان کشور روسیه است.